# Malacatena/Nun è tutt'oro
Malacatena/Nun è tutt'oro, pubblicato nel 1970, è un singolo del cantante italiano Mario Trevi.

## Descrizione
Il disco contiene due brani inediti di Mario Trevi. Il brano Malacatena è presentato al Festival di Napoli 1970 con Nino Fiore.

## Tracce
Lato A
- Malacatena  (Fiore-Festa-Iglio)

Lato B
- Nun è tutt'oro  (Compostella-Esposito-Fierro)

## Incisioni
Il singolo fu inciso su 45 giri, con marchio King Universal (AFK 56109).
Direzione arrangiamenti: M° Tony Iglio.